# Don't Smile at Me
Don't Smile at Me (estilizado en minúsculas como dont smile at me) es el primer extended play (EP) de la cantante estadounidense Billie Eilish. Se lanzó el 11 de agosto de 2017 a través del sello discográfico Interscope Records, y contiene varios de sus sencillos lanzados previamente, incluidos «Ocean Eyes», «Bellyache» y «Watch». Alcanzó la ubicación catorce en el Billboard 200 de Estados Unidos. Desde entonces, se estima que el álbum ha conseguido vender más de 1.000.000 de unidades en el país.

## Promoción y sencillos
En octubre de 2015,  grabó el sencillo «Ocean Eyes». Se lanzó originalmente por SoundCloud el 18 de noviembre de 2015, y  como sencillo el 18 de noviembre de 2016, a través de Interscope Records y Darkroom Records, como parte de la promoción de su EP.
Su segundo tema «Bellyache» se estrenó el 24 de febrero de 2017, con un vídeo musical dirigido por Miles y AJ, estrenado el 22 de marzo de 2017. Posteriormente lanzó durante los meses de junio y julio de 2017, los sencillos «Watch», «Copycat», «Idontwannabeyouanymore» y «My Boy».
Después del lanzamiento del material discográfico, Eilish colaboró con el rapero estadounidense Vince Staples para un remix de «Watch» publicado el 17 de diciembre de 2017, bajo el nombre de «&Burn», que luego se incluyó en un relanzamiento del EP. Al año siguiente, estrenó el octavo sencillo del material «Bitches Broken Hearts». Adicionalmente, hizo una colaboración con Khalid en el tema «Lovely», canción te también fue incluida. Finalmente estrenó «Party Favor» como último sencillo del material.

## Recepción comercial
Don't Smile at Me debutó en el número ciento ochenta y cinco en el Billboard 200 de Estados Unidos, un mes y medio después de su lanzamiento. Entró en el top cien en la semana que terminó el 31 de mayo de 2018, su 21ª semana en la lista, exactamente en el número noventa y siete con 7.000 unidades vendidas. Alcanzó el top cuarenta en la semana que terminó el 28 de julio, en el número treinta y ocho con 12.000 unidades. Alcanzó la ubicación catorce en su 56° semana que terminó el 26 de enero de 2019. A partir de abril de 2019, el álbum ha conseguido vender 947.000 unidades en los Estados Unidos.

## Lista de canciones
| N.º   | Título                   | Escritor(es)                      | Director(es)      | Duración |  |
| 1.    | «Copycat»                | Billie Eilish y Finneas O'Connell | Finneas O'Connell | 3:13     |  |
| 2.    | «Idontwannabeyouanymore» | Eilish y O'Connell                | O'Connell         | 3:23     |  |
| 3.    | «My Boy»                 | Eilish y O'Connell                | O'Connell         | 2:50     |  |
| 4.    | «Watch»                  | O'Connell                         | O'Connell         | 2:57     |  |
| 5.    | «Party Favor»            | Eilish y O'Connell                | O'Connell         | 3:24     |  |
| 6.    | «Bellyache»              | Eilish y O'Connell                | O'Connell         | 2:59     |  |
| 7.    | «Ocean Eyes»             | O'Connell                         | O'Connell         | 3:20     |  |
| 8.    | «Hostage»                | O'Connell                         | O'Connell         | 3:49     |  |
| 28:58 |                          |                                   |                   |          |  |

| Edición especial |                             |                            |              |          |  |
| N.º              | Título                      | Escritor(es)               | Director(es) | Duración |  |
| 9.               | «&Burn» (con Vince Staples) | Vince Staples y O'Connell  | O'Connell    | 3:00     |  |
| 10.              | «Lovely» (feat. Khalid)     | Eilish, O'Connell y Khalid | O'Connell    | 3:20     |  |
| 11.              | «Bitches Broken Hearts»     | Eilish y O'Connell         | O'Connell    | 2:56     |  |

## Posicionamiento
| Listas (2017–2019)                              | Mejor posición |
| ----------------------------------------------- | -------------- |
| Australia (ARIA)                                | 6              |
| Austria (Ö3 Austria)                            | 28             |
| Bélgica (Ultratop flamenca)                     | 10             |
| Bélgica (Ultratop valona)                       | 49             |
| Canadá Canadian Albums Billboard                | 10             |
| Dinamarca (Hitlisten)                           | 11             |
| Estados Unidos US Billboard 200                 | 14             |
| Estados Unidos Top Alternative Albums Billboard | 1              |
| Finlandia (Suomen Virallinen Lista)             | 4              |
| Francia (SNEP)                                  | 120            |
| Islandia(Tonlist)                               | 9              |
| Irlanda (IRMA)                                  | 4              |
| Italia Albums (FIMI)                            | 61             |
| México (AMPROFON)                               | 8              |
| Nueva Zelanda (Recorded Music NZ)               | 3              |
| Noruega (VG-lista)                              | 6              |
| Países Bajos (Album Top 100)                    | 10             |
| Polonia (ZPAV)                                  | 17             |
| Reino Unido (UK Albums Chart)                   | 12             |
| República Checa (ČNS IFPI)                      | 9              |
| Suecia (Sverigetopplistan)                      | 4              |
| Suiza (Schweizer Hitparade)                     | 39             |

| Listas (2018)                      | Mejor posición |
| ---------------------------------- | -------------- |
| Australia Albums (ARIA)            | 94             |
| Bélgica Albums (Ultratop Flanders) | 124            |
| Estados Unidos US Billboard 200    | 92             |
| Estonia Albums (IFPI)              | 16             |
| Nueva Zelanda Albums (RMNZ)        | 18             |
| Reino Unido UK Albums (OCC)        | 82             |
| Suecia Albums (Sverigetopplistan)  | 51             |

## Certificaciones
| País           | Organismo certificador | Certificación | Ventas certificadas | Ref    |
| -------------- | ---------------------- | ------------- | ------------------- | ------ |
| Australia      | ARIA                   | Platino       | 70 000              | [ 49 ] |
| Austria        | IFPI                   | Oro           | 7 500               | [ 50 ] |
| Canadá         | Music Canada           | Platino       | 80 000              | [ 51 ] |
| Dinamarca      | IFPI                   | Oro           | 10 000              | [ 52 ] |
| Estados Unidos | RIAA                   | Platino       | 1 000 000           | [ 53 ] |
| México         | AMPROFON               | Platino + Oro | 90 000              | [ 54 ] |
| Nueva Zelanda  | RIANZ                  | Platino       | 15 000              | [ 55 ] |
| Reino Unido    | BPI                    | Oro           | 100 000             | [ 56 ] |